# Georg Dubislav Ludwig von Pirch
Georg Dubislav Ludwig von Pirch (Magdeburgo, 13 dicembre 1763 – Berlino, 3 aprile 1838) è stato un generale prussiano.

## Biografia
Nato il 13 dicembre 1763 a Magdeburgo, in Prussia, Georg Dubislav Ludwig von Pirch entrò nell'esercito prussiano il 1º gennaio 1775 come Gefreitenkorporal (assimilabile all'incirca a un allievo ufficiale) nell'Infanterieregiment Hessen-Kassel (Nr. 45). Dal 1778 al 1779 combatté nella guerra di successione bavarese contro il Sacro Romano Impero. Promosso Fähnrich (alfiere) il 6 luglio 1780, l'11 dicembre 1786 divenne Sekondeleutnant (secondo tenente), sempre nel vecchio reggimento. Con questo nuovo grado servì come aiutante di campo del generale von Eckartsberg nella guerra del 1787 contro la Repubblica delle Sette Province Unite.
Fu quindi nominato aiutante dell'ispettore della fanteria a Bayreuth, e prese parte alla guerra della prima coalizione contro la Prima Repubblica francese, incluso l'assedio di Magonza del 1793. Durante la guerra, il 7 febbraio 1795, ricevette la promozione a Stabskapitaen (una sorta di "allievo capitano"), quindi il 1º settembre 1797 divenne l'aiutante del principe di Hohenlohe, ispettore della fanteria in Bassa Slesia, incarico durante il quale fu promosso Major (maggiore), il 19 novembre.
Combatté il 14 ottobre 1806 nella battaglia di Jena, ma il 28 ottobre fu catturato a Prenzlau, passando la prigionia a Chalon e Nancy fino al 14 ottobre 1808. Tornato in Patria, fece ancora carriera diventando Oberstleutnant (tenente colonnello) il 20 maggio 1809. Dal 10 febbraio 1812 all'11 aprile 1813 fu al comando della Brigata dell'Alta Slesia. Partecipò poco dopo alle battaglie di Lützen (dove guadagnò la Croce di Ferro di seconda classe) e Bautzen, venendo promosso il 29 giugno Generalmajor (maggior generale) al comando della 10ª Brigata del II Corpo d'armata, che guidò nelle battaglie di Dresda, Kulm (dove guadagnò la Croce di Ferro di prima classe) e Lipsia; in quest'ultimo scontro si mise personalmente alla testa di un reggimento riuscendo, al prezzo di pesanti perdite, a conquistare il villaggio di Probstheida. L'azione gli valse la nomina a cavaliere di I classe dell'Ordine di Sant'Anna, mentre venne insignito della Pour le Mérite, la massima onorificenza prussiana, il 24 dicembre 1813, preludio al rango di cavaliere di II classe dell'Ordine dell'Aquila rossa ricevuto per il comportamento mostrato nella battaglia di Laon.
Nella successiva guerra della settima coalizione fu nominato comandante ad interim del II Corpo d'armata, che portò in battaglia a Ligny e Waterloo. Il capo di stato maggiore dell'esercito prussiano, August Neidhardt von Gneisenau, lo incaricò quindi di intercettare i francesi di Emmanuel de Grouchy a Wavre, ma la stanchezza dei soldati e la carenza delle ricognizioni causò a von Pirch una sconfitta a Namur il 20 giugno. Ceduto il comando del II Corpo ad August von Preußen, divenne Generalleutnant (tenente generale) l'11 luglio.
Si ritirò dall'esercito il 21 settembre 1816 a causa delle fatiche dell'età, morendo a Berlino il 3 aprile 1838.